# Бабаев, Абульфаз Исмаил оглы
Абульфаз Исмаил оглы Бабаев (азерб. Əbülfəz İsmayıl oğlu Babayev; род. 1947) — азербайджанский учёный, доктор технических наук (1991), профессор, глава муниципалитета города Сумгаит.

## Биография
Абульфаз Бабаев родился 20 сентября 1947 года в селе Гарабаглар Шарурского района Нахичеванской АССР Азербайджанской ССР.
В 1972 году окончил химико-технологический факультет Азербайджанского института нефти и химии имени М. Азизбекова, и по направлению начал работать на сумгаитском заводе «Синтезкаучук».
В 1983 году окончил Московский институт управления имени С. Орджоникидзе. С 1883 по 2005 год работал в производственном объединении «Синтезкаучук» главным инженером, директором сумгаитского завода «Этилен-Полиэтилен», вице-президентом государственной компании «Азеркимйа». В 2005 году избран главой муниципалитета города Сумгаит. 30 ноября 2006 года избран председателем Национальной ассоциации городских муниципалитетов Азербайджана.

## Научная деятельность
В 1980 году защитил кандидатскую диссертацию в Московском химико-технологический институт им. Д. И. Менделеева. В 1991 году защитил диссертацию на соискание учёной степени доктора технических наук в НАНА. В 1994 году был избран член-корреспондентом, в 1996 действительным членом Международной инженерной академии. Является действительным членом Нью-йоркской академии наук, профессором кафедры «Технология органических соединений и промышленной экологии» Азербайджанской государственной нефтяной академии.
А. Бабаев — соавтор около 300 опубликованных научных работ, в том числе 100 изобретений.

### Некоторые научные работы
- Экологически чистые антидетонационные топливные композиции, приготовленные на основе алкильных и оксиалкильных производных ферроцена, и их растворимость в различных марках бензина и в их компонентах // Известия высших учебных заведений. Химия и химическая технология. — 2007. — Т. 50, № 5. — С. 82—86. — ISSN 0579-2991.
- Utilization of butene fraction as pyrolysis feedstock (англ.) // Chemistry and Technology of Fuels and Oils. — 1993. — Vol. 28, no. 7. — P. 371—373. — ISSN 0009-3092.
- Application of butenes fraction as raw material of pyrolysis // Химия и технология топлив и масел. — 1992. — № 7. — С. 2—3. — ISSN 0023-1169.